# Uni (fødevare)
 For alternative betydninger, se Uni. (Se også artikler, som begynder med Uni)
Uni (海胆 eller 海栗) er den japanske betegnelse for søpindsvin og kan som sådan også findes på spisekort. Det er en specialitet fra det japanske køkken, der består af æggene fra forskellige søpindsvinearter. Æggene bliver enten spist kort opvarmet, serveret rå som sashimi eller anvendt som del af sushi. Smagen beskrives som mild, sødlig, fiskeagtig og lidt nøddeagtig men varierer noget fra art til art.
Søpndsvineæg sælges i de tre kvalitetstrin A, B og C, idet lysegul eller orangefarvet rogn med fast struktur er særligt værdsat. Jo mørkere og blødere æggene er, jo dårligere er kvaliteten derimod. Alt efter kvalitet og indpakning kan uni koste fra ca. 15 til over 200 $/kg. Det kan opbevares i folie i køleskab i 5-6 dage, men efter nedfrysningen bliver den dog blød, når den atter optøs.
Uni anses for at være en Japans tre største delikatesser (nippon sandai chinmi) sammen med konowata (saltet søpølseindmad) og karasumi (tørret multerogn). Den japanske efterspørgsel overstiger derfor udbuddet, hvorfor nogle lande som Kina og USA (Californien og Alaska) eksporterer søpindsvineæg til Japan. Æggene er også populære i Korea, mens de i Chile spises traditionelt og kaldes for erizo. I Californien har umi-fremstillingen etableret sig med en årlig omsætning på ca. 21 mio $ (2004), hvoraf omkring en trediedel dækker over salg i USA, men man kan dårligt følge med den stærkt stigende efterspørgsel fra det voksende antal af sushi-restauranter.